# Церковь Успения Пресвятой Богородицы (Новоуспенское)
Церковь Успения Пресвятой Богородицы — православный храм в селе Новоуспенском Ветлужского района Нижегородской области России. Построена в 1816 году на средства прихожан. Престолы освящены в честь Успения Божией Матери, Рождества Божией Матери и Святого Апостола и Евангелиста Иоанна Богослова.

## История
Деревянная церковь в селе Новоуспенское впервые упоминается в 1677 году и описана как «прибывшая вновь» церковь «Успения Пречистыя Богородицы за рекою за Ветлугою в вотчине Макарьева Унженскаго монастыря».
Следующее упоминание о ней датировано 1702 годом «в селе Успенском церковь во имя Пр. Богородицы Успения с трапезою древянная рублена в углы, на той церкви клетка древянная брусчатая рублена в лапу на той клетке шатрик, на шатрике глава окожучена лемехами древянными, на главе крест древянной … Перед трапезою с передней стороны паперть забрана в бабки досками, с паперти сход древянной, перед сходом рундук древянной снизу рублен бревенной в лапу, на том рундуке и с того рундука сход с 2 сторон забраны в бабки досками, близ той паперти колокольница на дву столбах бревенных, на колокольнице 2 колокола, церковь, шатрик и олтарь крыты тесом, трапеза и паперть и ход и рундук крыты лубьем и дранью, колокольница крыта лубьем и тёсом».
В 1816 году на месте устаревшей деревянной церкви построена каменная.
В советское время церковь использовалась как тракторно-ремонтный цех.
В настоящее время заброшена. Внутри церкви есть неплохо сохранившиеся элементы росписи.